# 北克勞斯內斯特 (印地安納州)
北克勞斯內斯特（英語：North Crows Nest）是一個位於美國印地安納州馬里昂縣的城鎮。

## 人口
根據2010年美國人口普查的數據，北克勞斯內斯特的面積為0.17平方千米，當中陸地面積為0.17平方千米，而水域面積為0.00平方千米。當地共有人口45人，而人口密度為每平方千米265人。